# سیارک ۱۰۷۱۳
سیارک ۱۰۷۱۳ (به انگلیسی: 10713 Limorenko، نامگذاری:1982UZ9) ده هزار و هفتصد و سیزدهمین سیارک کشف شده‌است که در ۲۲ اکتبر ۱۹۸۲ کشف شد.
قدر مطلق سیارک برابر ۱۳٫۲۰ است.